# حلم في متناول اليد
حلم في متناول اليد (بالإنجليزية: Abot-Kamay na Pangarap) هو مسلسل تلفزيوني فلبيني تم بثه على شبكة جي إم إيه في عام 2022.

## روابط خارجية
- حلم في متناول اليد على موقع IMDb (الإنجليزية)
- حلم في متناول اليد على موقع قاعدة بيانات الفيلم (الإنجليزية)